# Terence Parkin
Terence Parkin (Bulawayo, 12 aprile 1980) è un nuotatore sudafricano.
Nato nello Zimbabwe, ha preso cittadinanza Sudafricana. Specializzato nella rana, ha partecipato a due edizioni olimpiche: Sydney 2000, vincendo una medaglia d'argento nei 200 m rana e Atene 2004.
Non udente dalla nascita, ha partecipato ai Giochi olimpici silenziosi di Melbourne del 2005 in cui ha vinto due medaglie d'oro.

## Palmarès
- Giochi olimpici

Sydney 2000: argento nei 200m rana.
- Mondiali in vasca corta

Atene 2000: argento nei 200m rana e nei 400m misti.
- Giochi PanPacifici

Sydney 1999: bronzo nei 200m rana.
- Giochi del Commonwealth

Manchester 2002: argento nei 200m rana.
- Giochi Panafricani

Johannesburg 1999: oro nei 200m rana, nei 400m misti e nella 4x200m misti, argento nei 200m misti e bronzo nei 200m sl.